# Триарий (баща на Теодорих Страбон)
Вижте пояснителната страница за други личности с името Триарий.
Триарий (Triarius) e вожд или крал на тракийските готи през 5 век. Произлиза от династията на Амалите.

## Биография
Той е от тези остготи, които се заселват в източно римските територии и вземат римска служба. Триарий служи в Константинопол като командир на отряд от готски наемници.
Триарий има трима сина, между които е Теодорих Страбон († 481). Негова дъщеря се омъжва за алана Аспар и има син Ерменерик (консул 465 г.)
Теодорих Велики произхожда от династията на Амалите, но от друга линия, от тази на мизийските готи.